# ヘイブンコー
ヘイブンコー (HavenCo) はデータ・ヘイブンとして機能するホスティングサービスを提供した会社である。2000 年に設立され、シーランド公国で 2008 年まで運営された。シーランド公国については、シーランド公国を参照の事。

## 設立
2000年8月22日、エセックスのリー・オン・シー出身のマイケル・ベイツ（シーランドのマイケル王子として知られる）は英国の休眠会社を買い取りヘイブンコーと改名した。英国貿易産業省の執行機関である企業設立関係局はこの会社に登録番号 04056934 を与えている。登録されたヘイブンコーの住所は「11 Kintyre House, Cold Harbour, London, E14 9NL England」と記録されている。取締役は、英国市民であるマイケル・ロイ・ベイツ (Michael Roy Bates)（最高執行責任者）、米国市民であるライアン・ドナルド・ラッキー (Ryan Donald Lackey) であった。その他の設立者にはシーン・ヘイスティングス (Sean Hastings)、ジョ・ヘイスティングス (Jo Hastings)、アヴィ・フリードマン (Avi Freedman) がおり、サミー・パレク (Sameer Parekh) は会社顧問であった。のちに会社は登記をキプロスへ移した。
ヘイブンコーは当初、世界的なメディアに広く取り上げられた。WIRED の表紙に登場し、200 以上の新聞・雑誌で記事となり、いくつかのテレビ番組で報道された。ヘイブンコーはそれらの報道の中で、シーランド公国上に安全なデータ保管施設を設立し、データ・ヘイブンとしての業務を開始したと主張した。批判者からの指摘としては、あたかもヘイブンコーがシーランド公国自身によって登記され、実際はその資格が無いにもかかわらず公国の権威に拠ってドメイン名を発行するかのような印象を報道が与えている、というものがあった。

## 運営
ヘイブンコーは 2000年12月に業務を開始し、その利用規定で児童ポルノ・スパム・悪意を持ったハッキングを禁ずるが、その他のあらゆるコンテンツを許容すると告知した。また、そのサーバで管理するデータの著作権・知的財産権に何ら制約は無い、なぜならシーランド公国は世界貿易機関 (WTO) や世界知的所有権機関 (WIPO) に加盟していない以上、国際的な知的財産法は適用されないからだと主張した。その時点でヘイブンコーが提供するその他のサービスには、IT コンサルタント、システム管理、海外でのソフトウェア開発、電子メールサービスがあった。後の利用規定では「EU で違法とみなされるポルノグラフィを禁ずる」「著作権侵害を禁ずる」と定められた。
アメリカ同時多発テロ事件を受けて、ヘイブンコーは「国際的な慣行と慣習に逆らった」イニチアチブは妨害すると告知した。
ライアン・ラッキーは 2002 年に仲違いによってヘイブンコーを去った。会社運営に関してベイツたちと意見が合わなくなったと彼は述べている。ヘイブンコー自身は 2008 年まで運営を続けたが、その業務範囲は不明である。ラッキーが主張するところでは、ヘイブンコーは彼に対して未弁済の $220,000 の負債があり、それはまず第一に彼以外の人々への給与支払に充てられたとしている。
ヘイブンコーはニール・スティーヴンスンの小説「クリプトノミコン」に出てくる架空のデータ・ヘイブンに似ており、多くの細部でも一致がある — アヴィという名前の設立者、島に設置されたこと、Cypherpunk に加入していたこと、暗号の使用、など。しかしヘイブンコーはその小説が広く読まれる前に既に業務を開始しており、またデータ・ヘイブンという考えはさらに昔に遡る。小島をタックス・ヘイヴンや便宜置籍国として使うことはおそらく百年前からあり、データ・ヘイブンは同じ理念の延長を主張しているのである。

## 終焉
2008年11月、ヘイブンコーの業務は告知無しに終了した。